# Червянское муниципальное образование
Червянское муниципальное образование — муниципальное образование со статусом сельского поселения в 
Чунском районе Иркутской области России. Административный центр — поселок Червянка.

## Демография
По результатам Всероссийской переписи населения 2010 года 
численность населения муниципального образования составила 261 человек, в том числе 142 мужчины и 119 женщин.

## Населённые пункты
В состав муниципального образования входят населённые пункты
- Червянка[2]